# 濱田登
濱田 登（はまだ のぼる、1967年12月18日 - ）は、日本の高校野球指導者。宮崎学園高等学校野球部副部長、商業科教諭。宮崎県出身。

## 略歴
宮崎市立田野中学校では投手、宮崎県立宮崎商業高等学校進学後からは外野手としてプレー。3年時には主将を務め、二番・中堅として県大会に臨むも、準々決勝で敗退した。高校卒業後は九州国際大学に進学。1989年、野球部3年時に第20回明治神宮野球大会に出場しベスト4に進出。中学時代から指導者を志しており、その大学3年時からは学生コーチを担った。
卒業後、電算関連の民間企業に4年勤めた後、宮崎県の県立高校商業科の教員として採用され、1995年、初任の宮崎県立都農高等学校で9年間勤務し、野球部コーチ、部長、監督を歴任。2003年に母校・宮崎商業に転勤し、副部長を経て2004年に監督就任。2008年には宮崎商業で赤川克紀（元ヤクルト）を率い甲子園初出場。
2013年富島高校に赴任。監督就任当初は1回戦コールド負けが当たり前の弱小高だったが、2018年には春の選抜初出場を果たす強豪校に押し上げた。その後、2019年と2022年には夏の甲子園への出場も果たした。
2025年3月に県立校の教職を退職、宮崎学園高等学校に転任し副部長に就任した。

## 主な教え子
- 赤川克紀 - 元プロ野球選手(ヤクルト)
- 日高暖己 - プロ野球選手(オリックス、広島)
- 橋口光朗 - 現宮崎商野球部監督(2021春夏、2024夏、2025夏甲子園出場)